# Adesmia sulina
Adesmia sulina är en ärtväxtart som beskrevs av Miotto. Adesmia sulina ingår i släktet Adesmia och familjen ärtväxter. Inga underarter finns listade i Catalogue of Life.